# A601 (motorväg, Belgien)

A601 (Belgien)

A601 är en motorväg i Belgien. Detta är en kortare motorväg som binder ihop motorvägarna A3 och A13.